# Белоус, Олег Николаевич
Оле́г Никола́евич Белоу́с (18 августа 1951 — 8 мая 2018, Лиссабон, Португалия) — российский дипломат. Чрезвычайный и полномочный посол (2000).

## Биография
Окончил МГИМО МИД СССР (1973). Владел английским и французским языками.
На дипломатической работе с 1973 года.
- В 1973—1991 годах в центральном аппарате МИД СССР.
- В 1991—1994 годах — советник-посланник посольства СССР, России в Бельгии.
- В 1994—1996 годах — заместитель директора Первого европейского департамента МИД России.
- В 1996—1997 годах — директор Департамента общеевропейского сотрудничества МИД России.
- С 6 января 1998 по 4 июня 2001 года — постоянный представитель РФ при (ОБСЕ) в Вене[1][2].
- В 2001—2013 годах — директор Первого европейского департамента, член коллегии МИД России.
- С 25 января 2013 года — чрезвычайный и полномочный посол Российской Федерации в Португалии[3].

Скоропостижно скончался 8 мая 2018 года. Похоронен в Москве на Троекуровском кладбище (участок 18). 
Семья: жена, дочь. 

## Дипломатический ранг
Чрезвычайный и полномочный посол (24 января 2000).

## Награды
- Орден Почёта (4 марта 1998) — за большой вклад в проведение внешнеполитического курса России и многолетнюю добросовестную работу[5]
- Знак отличия «За безупречную службу»: XXX лет (10 февраля 2012) —За большой вклад в реализацию внешнеполитического курса Российской Федерации и многолетнюю добросовестную работу[6]
- Командор ордена Звезды Италии (2 мая 2012)[7]
- Благодарность президента Российской Федерации (17 июня 1997) — за активное участие в организации, подготовке и проведении российско-американской встречи на высшем уровне в Хельсинки 20-21 марта 1997 года[8].
- Благодарность президента Российской Федерации (2 декабря 2000) — за активное участие в проведении внешнеполитического курса Российской Федерации[9]
- Почётная грамота Правительства Российской Федерации (29 декабря 2007) — за активное участие в развитии торгово-экономического сотрудничества между Российской Федерацией и Французской Республикой[10].
- Медаль «В память 850-летия Москвы»
- Медаль «За укрепление боевого содружества»
- Почётная грамота Министерства иностранных дел Российской Федерации